# 五十嵐巧巳
五十嵐 巧巳（いがらし たくみ、1995年10月1日 - ）は、日本の男性声優。福島県出身。

## 略歴
中学時代に友人に勧められたアニメを見て、感銘を受けて「声優になりたい」と思ったという。
2023年5月31日までスペースクラフト・エージェンシーに所属していた。

## 人物
趣味はギター、特技は三点倒立。チャームポイントは目の下のホクロ。Claw Knightsメンバーとはプライベートで旅行に行くなど、特に仲が良い。

## 出演
太字はメインキャラクター。

### テレビアニメ
- カードファイト!! ヴァンガード（2018年、FF構成員A）
- なんでここに先生が!?（2019年、男子生徒）
- エッグカー（2019年 - 2020年、スズメバチB）
- アルスの巨獣（2023年、作業員）

### ゲーム
2015年
- 大正×対称アリス（少年A / 友人A）

2016年
- 白と黒のアリス（洋平）

2017年
- CARAVAN STORIES（キリアン・ルベルロット）

2018年
- 白と黒のアリス -Twilight line-（洋平）

### ドラマCD
- ACTORS - Extra Edition 7（2016年、瀬田）

### BLCD
- 簡易的パーバートロマンス（2017年、細貝他[7]）

### ラジオ
※はインターネット配信。
- 音泉キング「下野紘」のラジオ きみはもちろん、＜音泉＞ファミリーだよね?（2018年 - 、音泉※）[8]
- Claw Knigtsの名前だけでも!（2018年 - 、音泉※）
- 音泉ジュニアラジオ「五十嵐巧巳・飯田友子のすごいラジオ」（2019年、音泉※）[9]

### その他コンテンツ
- 朗読劇『親しき仲にはゲームあり!? 〜numan編集部の場合〜』（2018年、結城まひろ[10]）

## ディスコグラフィ

### キャラクターソング
| 発売日         | 商品名          | 歌           | 楽曲                             | 備考                            |
| -------------- | --------------- | ------------ | -------------------------------- | ------------------------------- |
| 2017年10月25日 | White Nostalgia | Claw Knights | 「White Nostalgia」 「Profound」 | ゲーム『CARAVAN STORIES』関連曲 |

### ユニットメンバー
1. ↑  レオミュール（天野七瑠）、アルフレッド（森嶋秀太）、カイト（岩永賢之丞）、キリアン（五十嵐巧巳）